# Smith & Wesson Модель 14
Smith & Wesson Модель K-38 Target Masterpiece (Модель 14) шестизарядний револьвер подвійної дії з регульованим відкритим прицілом на рамці "K" середнього розміру. Він розроблений під набій .38 Special, більшість мали стволи довжиною 6 дюйм (150 мм) або 8+3⁄8 дюйм (210 мм). Невелика партія була випущена зі стволом довжиною 4 дюйм (100 мм) та навіть кілька револьверів було випущено зі стволом довжиною 5 дюйм (130 мм). Вперше представлений в 1947 році, був відомий як K-38 Target Masterpiece, в 1957 році його перейменували на Модель 14, коли всі револьвери Smith & Wesson отримали цифрові назви моделей. Його створили на середній рамці (рамка K), як і Smith & Wesson Модель 10 ("Military and Police"). Модель K-38 використовували на службі департамента поліції Лос-Анджелеса в 1960-х та на початку 1970-х років.

## Варіанти
Модель 14 Masterpiece Single-Action випускалася з 1961 по 1962 роки. Його випускали зі стволом довжиною 6 дюйм (150 мм) і мав УСМ лише одинарної дії. В іншому він був схожий на інші револьвери Моделі 14.
Крім того Smith & Wesson випускали Модель 14 в своїй "Класичній" лінійці. Випуск нікельованої версії припинено, але воронена версія досі випускається. Револьвери відрізнялися лише обробкою, вони мали стволи довжиною 6 дюйм (150 мм), закріплену мушку Patridge, регульований задній приціл та дерев'яні руків'я.